# Admonterhof (Graz)

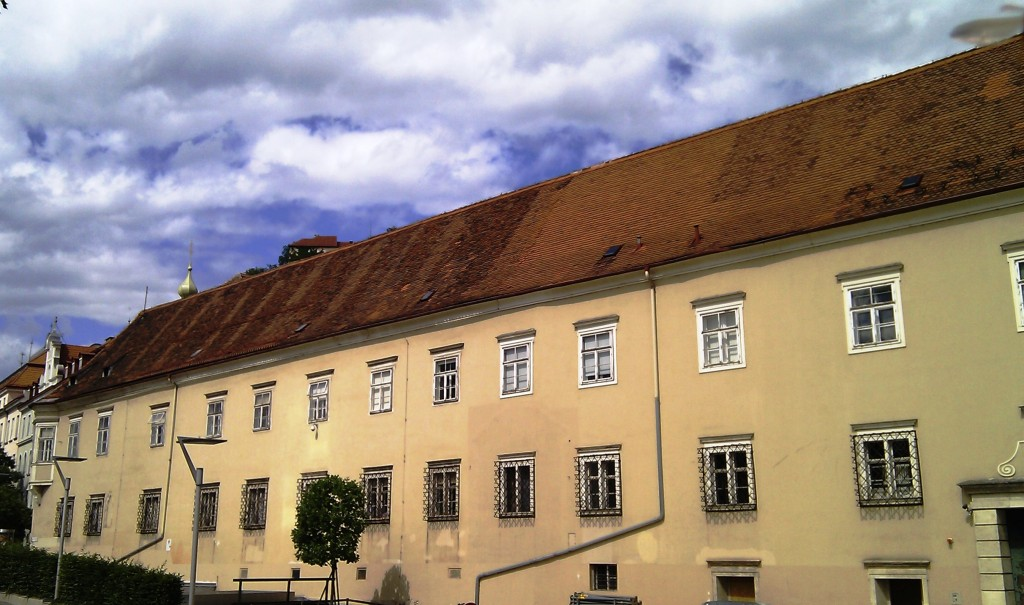
Admonterhof

Der Admonterhof ist ein Grazer Edelhof zwischen Badgasse und Kaiser-Franz-Josef-Kai im Bezirk Innere Stadt. Das Adelspalais Attems ist unmittelbar an die Gebäudesubstanz des Hofes angeschlossen. Gegenüber befindet sich das ehemalige Ursulinen- und jetzige Schulschwesternkonvent.

## Geschichte
Zwischen 1280 und 1290 ließ der Abt des obersteirischen Stiftes Admont Heinrich II, der gleichzeitig das Amt des steirischen Landeshauptmannes innehatte, den Hof an der Nordwest-Ecke der mittelalterlichen Grazer Stadtmauer errichten. Abt Heinrich II. war Finanzberater des Herzogs Albrecht I. Der Admonterhof diente dem Abt und den Benediktinermönchen fortan als edle Absteige und Wohnstätte  in Graz. Die erste urkundliche Erwähnung des Bauwerkes ist mit 1317 datiert. Abt Albert von Lauterbeck ließ den Admonterhof 1381 im Zuge eines Umbaus vergrößern; dem Hof kam bis zur Errichtung der Stadtbefestigung durch den Festungsbaumeister Domenico dell’Allio eine wichtige strategische Sicherungsfunktion zu, da er Teil der alten Stadtmauer entlang des Murufers war.

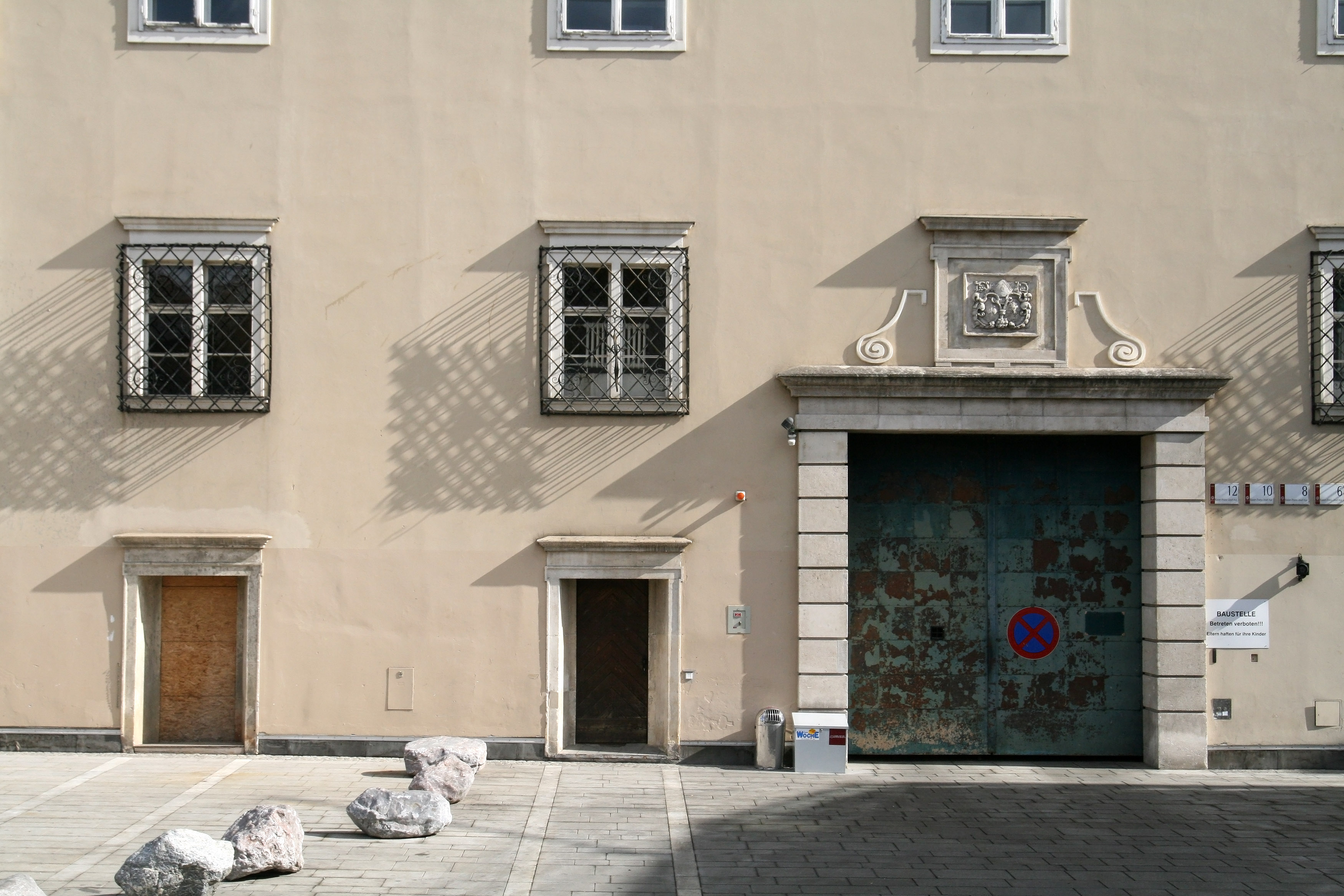
Murseitiges Portal des Admonterhofs

Um 1550 kam es zur Neugestaltung durch Abt Valentin Abel – 1555 errichtete Dell’Allio den Westflügel. Stefan di Gandria übernahm die Bauleitung im Jahr 1557, aber bereits 1568 brach der Ostflügel teilweise in sich zusammen. Schon 1580 erfolgte ein weiterer Ausbau; um 1600 kam eine Waffenkammer hinzu. Abt Urban Weber, der Erneuerer der Admonter Abtei und Bauherr von Schloss Röthelstein, gab Baumeister Peter Vasol den Auftrag zur Aufstockung des Westtraktes. Abt Marian Lendlmayr von Lendenfeld ließ 1705/06 den Ostflügel aufstocken, ein Refektorium, zwei Schlafsäle und zwei Studierkammern einrichten. Ausführender Baumeister war dieses Mal Joachim Carlone.
Unter Abt Matthäus Offner (1751–1779) erlebte der Admonterhof seine Glanzzeit durch die Umgestaltung der Rokoko-Prunkräume. Ab 1787 verfügte die k.k. Staatsgüter-Administration über die Räumlichkeiten. Den Benediktinermönchen gestand man nur eine einzige Wohnung zu. Im 19. Jahrhundert beherbergte der Edelhof Mietparteien, ab 1878 eine bekannte Weinstube. Das angrenzende Warenhaus Kastner & Öhler erwarb 1935 das Gebäude und richtete ein Büro- und Lagerhaus ein. Ein Bombentreffer während des Zweiten Weltkriegs zerstörte 1945 Teile des Westtrakts, wobei im Zuge der Abbrucharbeiten Wandmalereien und Sgraffiti freigelegt wurden. Die Kriegsbeschädigungen waren schon 1948/49 beseitigt.